# Козма Прутков
Козма Петрович Прутков (на руски: Козьма Петрович Прутков) е литературен герой и псевдоним в руската литература от средата на ХІХ век.
Името служи също за групов псевдоним на руските поети братя Жемчужникови (Алексей, Владимир и Александър) и на техния братовчед Алексей Толстой, както и на Александър Амосов (според някои съвременници). В периода от 1854 г. до средата на 1860-те години под това име са създадени много комично-абсурдни стихотворения, басни, пиеси, епиграми и афоризми и са публикувани в списания (главно в „Съвременник“).
Тези приятели зад името Козма Прутков (той ги нарича свои „опекуни“) му измислят съвсем конкретна биография: роден е през 1803 г., от ранна младост до смъртта си заема държавна служба, почива през 1863 г. Има манията да публикува всичките си произведения на 11-о число (рождената му дата) и да изписва името си не Кузма, както е обичайно за руския правопис, а Козма.
Днес Козма Прутков е нареждан сред класиците на руската хумористична литература и голяма част от неговите афоризми се използват в ежедневната руска реч.